# نویسه‌نگاری وب
وب‌فونت (به انگلیسی: web font) یک ویژگی مبتنی بر CSS است که به شما این امکان را می‌دهد تا فایل‌های فونت را برای استفاده و به‌کار بردن در رابط کاربری وب‌سایتتان جای‌گذاری کنید. وب‌فونت‌ها به دو نوع فرمت اصلی woff و eot دسته‌بندی می‌شوند.
وب‌فونت‌ها معمولاً همان فونت‌های معمولیِ با فرمت .ttf و .otf هستند که برای محیط وب بهینه شده‌اند.

## تاریخچه
با تبدیل حروف سربی قدیمی به فونت‌های دیجیتالی درون محیط رایانه، اوایل فونت‌ها یا به‌طور کلی رایانه‌های آن دوران فقط از حروف A–Z و اعداد لاتین ‎0–9 پشتیبانی می‌کردند. فراگیری بیشتر رایانه‌ها از نیمهٔ دوم دههٔ ۱۹۹۰ میلای در سراسر جهان، این نیاز را توسط کاربران غیرانگلیسی‌زبان به‌وجود می‌آورد که رایانه‌ها از زبان‌های بیشتری پشتیبانی کنند. این دغدغه شرکت‌های کامپیوترساز را به تدوین استانداردهای مختلفی واداشت. این استانداردها به این صورت بودند که نویسه‌های یکسان زبان‌های با ریشهٔ مشترک را در یک صفحه می‌گنجاندند. صفحاتی که کدپیج نامیده می‌شدند. وجود همین امر، باعث به هم ریختگی متن و در نتیجه گیجی و سردرگمی کاربران می‌شد. مثلاً کسی که زبانش اردو بود و در محیط وب متنی به اشتراک می‌گذاشت، به دلیل یکسان بودن کد نویسه‌های زبان اردو با زبان فارسی یا عربی، نتیجهٔ نهایی که برای کاربران غیر اردو نمایش داده می‌شد، متنی به هم ریخته و بی‌معنی از حروف، نماد و عددهای فارسی بود. با بیشتر شدن این مشکلات، کنسرسیومی به نام یونی‌کد در سال ۱۹۹۱ میلادی برای ایجاد استانداردی یک‌پارچه با همین نام، برای تمامی زبان‌های مرده و زنده ایجاد شد.
در سال‌های ابتدایی تشکیل وب، طراحان سایت‌ها از فونت‌های استاندارد برای نمایش متون در وب استفاده می‌کردند. وب‌سایت‌های فارسی‌زبان مانند همین ویکی‌پدیا معمولاً از فونت تاهوما (به انگلیسی: Tahoma) استفاده می‌کردند و همچنان هم بعضی وب‌سایت‌ها از این فونت استفاده می‌کنند. دلیل این کار هم اطمینان خاطر از وجود این فونت بر روی رایانه‌های کاربران بود. پس از ظهور وب‌فونت‌ها، این امکان فراهم شد تا طراحان سایت از فونت دلخواه در سایت استفاده کنند و در نمایش نهایی متون از سمت کلاینت، مشکلی ایجاد نشود؛ حتی اگر آن فونت بر روی سیستم کاربر موجود نباشد. وب‌فونت گرچه از سال ۲۰۰۹ میلادی هنوز به‌عنوان یک پیشنهاد باقی مانده، اما به دلیل پشتیبانی بسیار خوب، تبدیل به تنها روشی شده که طراحان وب از آن برای خلق متون زیباتر بهره می‌برند.

## فرمت‌ها

### woff
کوته‌نوشت Web Open Font Format و به معنی «قالب قلم/فونت باز وب» است. فایل‌های با این فرمت، قلم‌های مناسب وب هستند. در واقع این نوع قلم‌ها همان قلم‌های OpenType یا TrueType هستند که فشرده‌سازی مخصوص فرمت بر آنان اعمال شده‌است و در نتیجه ابردادهٔ XML اضافی تولید شده‌است. دو هدف اصلی از این کار، این است که هم فایل‌های قلم در نظر گرفته‌شده برای استفاده در محیط وب با فایل قلم‌های در نظر گرفته‌شده برای استفاده در برنامه‌های رومیزی که به‌صورت محلی نصب می‌شوند، متمایز باشد و هدف دوم برای کاهش تأخیر در وب‌فونت، هنگام انتقال قلم از سرور به کلاینت از طریق اتصال به شبکه است.

### eot
کوته‌نوشت Embedded Open Type است. قلم‌های با این فرمت همان فشرده‌شدهٔ قلم‌های اپن‌تایپ است که توسط شرکت مایکروسافت طراحی شده‌است و در صفحات وب جاسازی می‌شوند. بر خلاف فرمت .woff فقط اینترنت اکسپلورر از این وب‌فونت پشتیبانی می‌کند.